# Heckler & Koch HK4
La HK4 è una pistola semiautomatica prodotta dalla Heckler & Koch dal 1968 al 1984. La HK4 è stata la prima pistola prodotta dall'azienda tedesca.
Utilizzata prevalentemente dalla polizia federale tedesca, l'arma era conosciuta con il nome P11.
Nel 1971 furono prodotti 2000 esemplari commemorativi, con la targa del nome ed il grilletto realizzati in oro.

## Caratteristiche
La pistola HK4 è stata progettata in parti modulari, in modo da poter utilizzare quattro tipi di munizioni differenti soltanto cambiando la canna, la molla di ritorno ed il caricatore.
I quattro calibri utilizzabili sono .22 Long Rifle, .25 ACP, .32 ACP e .380 ACP.
L'arma è ad azione singola e doppia a massa battente.

## Produzione
Per il mercato civile sono stati prodotti 26550 pezzi, con numero di serie da 10001 a 36550; per le forze di polizia tedesche ne sono stati prodotti 12400, con numeri da 40001 a 52400; altri 8700 pezzi sono stati realizzati per il mercato statunitense, con numeri di produzione da 001 a 8700 ed importati da Harrington & Richardson.